# NMB48
NMB48 (англ. Эн-эм-би фотиэ́йт) — японская идол-группа, дебютировавшая в 2011 году как вторая сестринская группа AKB48, продюсируемая поэтом-песенником Ясуси Акимото. NMB48 названы в честь района Намба, Осака, где базируется группа. Группа выступает в театре NMB48, который расположен в подвале здания Yes-Namba в Намбе, Осака. Группа продала в Японии более 9 миллионов компакт-дисков.

## История

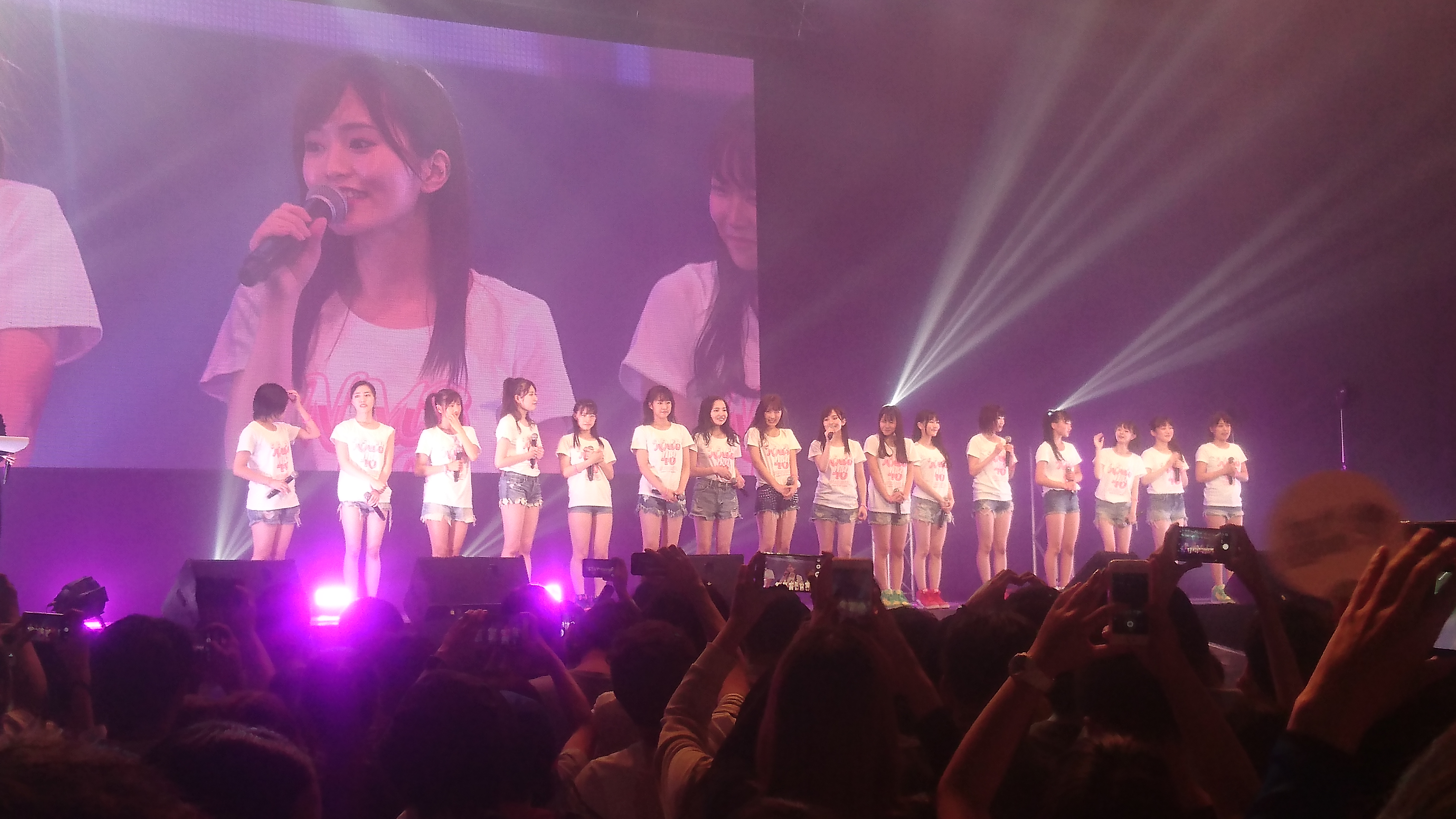
NMB48 во время азиатского тура в Бангкоке в 2017 году

10 июля 2010 года AKB48 объявили, что они будут формировать вторую «группу-сестру». NMB48 официально впервые выступила 9 октября 2010 года на концерте AKB48 Токио-аки-мацури (AKB48 東京 秋祭り). Ясуси Акимото объявил, что группа будет состоять из 26 участниц.
NMB48 выпустила свой дебютный сингл «Zetsumetsu Kurokami Shōjo» 20 июля 2011 года. За первую неделю было продано 218 000 экземпляров, что позволило группе возглавить в Японии национальный чарт синглов. Это первая женская группа после Passpo, чей дебютный сингл занял 1 позицию в чарте синглов.
В первый день концерта AKB48 Tokyo Dome, который состоялся 24 августа 2012 года, было объявлено, что участница команды A AKB48 Юи Ёкояма будет одновременно состоять и в NMB48. Миюки Ватанабэ из команды N будет одновременно занимать позицию в AKB48, команда B. Также Рихо Котани из команды N будет одновременно занимать позицию в AKB48, команда A.
3 сентября Эрико Джо, член команды M, объявила, что покидает группу во время выступления в театре. Ее «выпускной» концерт прошел 28 сентября в Театре NMB48. После выпуска Джо двое участниц из Team M объявили о своем уходе в начале октября. 9 октября трое стажеров были переведены в команду M, чтобы заменить ушедших участниц. Фууко Ягура стала новым «центральным» членом Команды М.
10 октября шестнадцать стажеров из третьего поколения сформировали команду BII. 19 декабря Юи Ёкояма была переведена в команду N.
18 апреля 2013 года участница первого поколения Нана Ямада была переведена из команды N в команду M, а стажерки Нарума Кога и Айка Нисимура были переведены в команду N. На концерте группы AKB48 в Ниппон Будокан 28 апреля было объявлено, что одновременное положение Юи Ёкоямы в группе закончится, и что участница AKB48 Миори Итикава будет одновременно занимать должность в команде N.
24 февраля 2014 года в группах AKB48 произошли серьезные изменения в NMB48. Саяка Ямамото стала членом Команды К. Миюки Ватанабэ стала одновременным членом Команды S и была переведена из Команды N в Команду BII. Маю Огасавара была полностью переведена в Команду B, Нана Ямада стала членом Команды KII.
15 октябряНана Ямада объявила о своем выпуске в прямом эфире, посвященном 4-й годовщине группы, и уйдёт из группы 3 апреля 2015 года.
31 марта 2015 года группа выпустила свой 11-й сингл «Don't Look Back!». Это был первый сольный центр Наны Ямады, а также ее последний раз на сингле NMB48 и сенбацу.
15 июля группа выпустила свой 12-й сингл «Dorian Shōnen». Ририки Суто была впервые центром в сенбацу.
7 октября группа выпустила свой 13-й сингл «Must be now».
13 апреля 2016 года Миюки Ватанабэ объявила о своем выпуске из группы. В тот же день Саяка Ямамото объявила о своем уходе из команды K AKB48.
27 апреля группа выпустила свой 14-й сингл «Amagami Hime».
3 августа вышел 15-й сингл «Amagami Hime». Миюки Ватанабэ была в последний раз центровой участницей в сенбацу, а также ее последний сингл с NMB48. Музыкальное видео для стороны A было снято в Таиланде.
28 декабря группа выпустила свой 16-й сингл «Boku Igai no Dareka».
27 декабря 2017 года группа выпустила свой 17-й сингл «Warota People». Это был первый и единственный сингл, выпущенный в том году.
4 апреля 2018 года группа выпустила 18-й сингл «Yokubomono».
15 июня 6 участниц NMB48 (Кокона Умэяма, Кокоро Найки, Юка Като, Миру Сирома, Азуса Уэмура и Саэ Мурасэ) присоединились к шоу на выживание Produce 48. Кокона Умэяма, и Азуса Уэмура покинули шоу. Кокоро Найки, Юка Като, Саэ Мурасэ и Миру Сирома заняли 87, 74, 22 и 20 места. Ни один из них не добралась до финального состава IZ*ONE.
30 июля Саяка Ямамото, капитан команды N, объявила в летнем туре NMB48 LIVE TOUR 2018, и что она выпускается из NMB48.
25 сентября группа выпустила видеоклип на свой 19-й сингл «Boku Datte naichau yo», который был выпущен 17 октября.
20 февраля 2019 года группа выпустила свой 20-й сингл «Tokonoma Seiza Musume». Миру Сирома стала центром этого сингла. 14 августа группа выпустила свой 21-й сингл «Bokō e Kaere!» который был их первым синглом, выпущенным в период Рэйва. 4 сентября Юри Ота объявила о своем выпуске. 6 ноября группа выпустила свой 22-й сингл «Hatsukoi Shijo Shugi».
19 августа 2020 года группа выпустила свой 23-й сингл «Datte Datte Datte». Сингл должен был выйти 13 мая, но был перенесён из-за Пандемии COVID-19.

## Состав группы

### Team N
Капитаном Team N является Каваками Тихиро.
| Имя участницы                                                      |
| ------------------------------------------------------------------ |
| Исида Юми (яп. 石田優美, род. 12 октября 1998 в преф. Хиого)       |
| Идзуми Аяно (яп. 泉綾乃, род. 22 ноября 2004 в преф. Киото)        |
| Каваками Тихиро (яп. 川上千尋, род. 17 декабря 1998 в преф. Осака) |
| Кавано Нанахо (яп. 河野奈々帆, род. 18 мая 2002 в преф. Осака)     |
| Сакамото Нами (яп. 坂本夏海, род. 21 июля 1999 в преф. Токио)      |
| Садано Харука (яп. 貞野遥香, род. 30 июня 2002 в преф. Осака)      |
| Сёбу Марин (яп. 菖蒲まりん, род. 29 декабря 1999 в преф. Хоккайдо) |
| Симидзу Рика (яп. 清水里香, род. 15 сентября 1998 в преф. Тиба)    |
| Минами Хааса (яп. 南羽諒, род. 2 апреля 2001 в преф. Осака)        |
| Мурасэ Саэ (яп. 村瀬紗英, род. 30 марта 1997 в преф. Осака)        |
| Ямасаки Амиру (яп. 山崎亜美瑠, род. 21 июля 2001 в преф. Хиого)    |
| Ёсида Акари (яп. 吉田朱里, род. 16 августа 1996 в преф. Осака)     |

### Team M
Капитаном Team M является Сибуя Нагиса.
| Имя участницы                                                    |
| ---------------------------------------------------------------- |
| Абэ Вакана (яп. 安部若菜, род. 18 июля 2001 в преф. Осака)       |
| Исидзука Акари (яп. 石塚朱莉, род. 11 июля 1997 в преф. Тиба)    |
| Идзири Анна (яп. 井尻晏菜, род. 20 января 1995 в преф. Киото)    |
| Уно Мидзуки (яп. 鵜野みずき, род. 23 октября 1996 в преф. Нара)  |
| Сибуя Нагиса (яп. 渋谷凪咲, род. 25 августа 1996 в преф. Осака)  |
| Сирома Миру (яп. 白間美瑠, род. 14 октября 1997 в преф. Осака)   |
| Сугиура Котонэ (яп. 杉浦琴音, род. 18 декабря 2000 в преф. Айти) |
| Дэгути Юина (яп. 出口結菜, род. 22 июня 2001 в преф. Нара)       |
| Хори Сион (яп. 堀詩音, род. 29 мая 1996 в преф. Хоккайдо)        |
| Маэда Рэико (яп. 前田令子, род. 26 сентября 2000 в преф. Осака)  |
| Мидзута Сиори (яп. 水田詩織, род. 21 декабря 1998 в преф. Эхиме) |
| Ясуда Момонэ (яп. 安田桃寧, род. 8 июня 2001 в преф. Осака)      |

### Team BII
Капитаном Team BII, а также капитаном NMB48 является Кодзима Карин.
| Имя участницы                                                      |
| ------------------------------------------------------------------ |
| Адзума Юки (яп. 東由樹, род. 17 февраля 1996 в преф. Хиого)        |
| Умэяма Кокона (яп. 梅山恋和, род. 7 августа 2003 в преф. Осака)    |
| Окамото Рэна (яп. 岡本怜奈, род. 22 декабря 2005 в преф. Осака)    |
| Огава Юка (яп. 小川結夏, род. 24 июня 1998 в преф. Канагава)       |
| Като Юка (яп. 加藤夕夏, род. 1 августа 1997 в преф. Осака)         |
| Кодзима Карин (яп. 小嶋花梨, род. 16 июля 1999 в преф. Сайтама)    |
| Сиоцуки Кэйто (яп. 塩月希依音, род. 15 декабря 2005 в преф. Осака) |
| Дзёниси Рэй (яп. 上西怜, род. 28 мая 2001 в преф. Сига)            |
| Синдзава Нао (яп. 新澤菜央, род. 2 августа 1998 в преф. Хиого)     |
| Накагава Мион (яп. 中川美音, род. 16 ноября 2002 в преф. Осака)    |
| Накано Мирай (яп. 中野美来, род. 10 декабря 2002 в преф. Нара)     |
| Хара Карэн (яп. 原かれん, род. 15 марта 2001 в преф. Осака)        |
| Хонго Юдзуха (яп. 本郷柚巴, род. 12 января 2003 в преф. Осака)     |
| Миякэ Юриа (яп. 三宅ゆりあ, род. 16 мая 2005 в преф. Киото)        |
| Ямада Судзу (яп. 山田寿々, род. 11 декабря 2001 в преф. Осака)     |
| Ямамото Аяка (яп. 山本彩加, род. 6 августа 2002 в преф. Хиого)     |
| Ямамото Микана (яп. 山本望叶, род. 11 марта 2002 в преф. Ямагути)  |
| Ёконо Сумирэ (яп. 横野すみれ, род. 12 декабря 2000 в преф. Осака)  |

## Дискография

### Студийные альбомы
| Год  | Информация | Oricon album chart | Первая неделя | Всего   |
| ---- | --- | ------------------ | ------------- | ------- |
| 2013 | Teppen Tottande! (яп. てっぺんとったんで!) - Релиз: 27 февраля 2013 года - Лейбл: Laugh out loud! Records - Формат: CD                                              | 1                  | 328,436       | 421,129 |
| 2014 | Sekai no Chuushin wa Osaka ya ~Namba Jichiku~ (яп. 世界の中心は大阪や ～なんば自治区～) - Релиз: 13 августа 2014 года - Лейбл: laugh out loud! records - Формат: CD | 1                  | 325,249       | 399,721 |
| 2017 | Namba Ai ~Ima, Omou Koto~ (яп. 難波愛～今、思うこと～) - Релиз: 2 августа 2017 года - Лейбл: laugh out loud! records - Формат: CD                                   | 1                  | 159,387       | 203,303 |

### Синглы
| Релиз                | Название                    | Позиция                     | Позиция                 | Oricon продажи | Oricon продажи | Альбом                                        |
| Релиз                | Название                    | Oricon Weekly Singles Chart | Billboard Japan Hot 100 | Первая неделя  | Всего          | Альбом                                        |
| -------------------- | --------------------------- | --------------------------- | ----------------------- | -------------- | -------------- | --------------------------------------------- |
| 20 июля 2011 года    | «Zetsumetsu Kurokami Shōjo» | 1                           | 2                       | 218,441        | 267,810        | Teppen Tottande!                              |
| 19 октября 2011 года | «Oh My God!»                | 1                           | 3                       | 265,435        | 325,784        | Teppen Tottande!                              |
| 8 февраля 2012 года  | «Junjō U-19»                | 1                           | 1                       | 329,438        | 376,563        | Teppen Tottande!                              |
| 9 мая 2012 года      | «Nagiichi»                  | 2                           | 2                       | 375,785        | 451,489        | Teppen Tottande!                              |
| 8 августа 2012 года  | «Virginity»                 | 1                           | 1                       | 315,205        | 396,543        | Teppen Tottande!                              |
| 7 ноября 2012 года   | «Kitagawa Kenji»            | 1                           | 1                       | 317,051        | 410,269        | Teppen Tottande!                              |
| 19 июня 2013 года    | «Bokura no Eureka»          | 1                           | 1                       | 481,843        | 558,892        | Sekai no Chuushin wa Osaka ya ~Namba Jichiku~ |
| 2 октября 2013 года  | «Kamonegikkusu»             | 1                           | 1                       | 374,644        | 509,210        | Sekai no Chuushin wa Osaka ya ~Namba Jichiku~ |
| 26 марта 2014 года   | «Takane no Ringo»           | 1                           | 1                       | 406,579        | 451,949        | Sekai no Chuushin wa Osaka ya ~Namba Jichiku~ |
| 5 ноября 2014 года   | «Rashikunai»                | 1                           | 2                       | 420,326        | 499,659        | Namba Ai ~Ima, Omou Koto~                     |
| 31 марта 2015 года   | «Don't Look Back!»          | 2                           | 1                       | 447,282        | 532,379        | Namba Ai ~Ima, Omou Koto~                     |
| 15 июля 2015 года    | «Dorian Shōnen»             | 1                           | 2                       | 371,276        | 450,301        | Namba Ai ~Ima, Omou Koto~                     |
| 7 октября 2015 года  | «Must be now»               | 1                           | 1                       | 307,036        | 418,060        | Namba Ai ~Ima, Omou Koto~                     |
| 27 апреля 2016 года  | «Amagami Hime»              | 1                           | 1                       | 230,163        | 293,812        | Namba Ai ~Ima, Omou Koto~                     |
| 3 августа 2016 года  | «Boku wa Inai»              | 1                           | 1                       | 304,315        | 363,583        | Namba Ai ~Ima, Omou Koto~                     |
| 28 декабря 2016 года | «Boku Igai no Dareka»       | 1                           | 2                       | 266,813        | 321,458        | Namba Ai ~Ima, Omou Koto~                     |
| 27 декабря 2017 года | «Warota People»             | 1                           | 1                       | 273,499        | 338,133        |                                               |
| 4 апреля 2018 года   | «Yokubomono»                | 1                           | 1                       | 193,740        | 271,856        |                                               |
| 17 октября 2018 года | «Boku Datte naichau yo»     | 1                           | 1                       | 238,269        | 347,928        |                                               |
| 20 февраля 2019 года | «Tokonoma Seiza Musume»     | 1                           | 1                       | 196,592        | 339,477        |                                               |
| 14 августа 2019 года | «Bokō e Kaere!»             | 1                           | 1                       | 195,471        | 211,228        |                                               |
| 6 ноября 2019 года   | «Hatsukoi Shijo Shugi»      | 1                           | 1                       | 166,684        |                |                                               |

### DVD
| Релиз                 | Название |
| --------------------- | --- |
| 22 июля 2011 года     | NMB48 1st Stage "Dareka no Tame ni" (яп. NMB48 1st公演「誰かのために」, "What Can I Do for Someone?")                                    |
| 21 августа 2012 года  | NMB48 2nd Generation Member's Stage "Party ga Hajimaruyo Senshūraku -2012.5.2-" (яп. NMB48 2期生公演「PARTYが始まるよ」千秋楽-2012.5.2-) |
| 25 сентября 2012 года | NMB48 Team N 2nd Stage "Seishun Girls" (яп. NMB48 チームN 2nd Stage「青春ガールズ」)                                                     |
| 1 января 2014 года    | Team BII 1st Stage "Aitakatta" Senshūraku -2013.10.17- (яп. Team BII 1st Stage「会いたかった」千秋楽-2013.10.17-)                        |

## Видеоклипы
| Сингл № | Название                        | Официальный канал на YouTube                                  |
| ------- | ------------------------------- | ------------------------------------------------------------- |
| 1       | «Zetsumetsu Kurokami Shoujo»    | смотреть Архивная копия от 17 мая 2018 на Wayback Machine     |
| 2       | «Oh My God!»                    | смотреть Архивная копия от 17 мая 2018 на Wayback Machine     |
| 2       | «Kesshou (Shirogumi)»           | смотреть Архивная копия от 10 декабря 2016 на Wayback Machine |
| 3       | «Junjou U-19»                   | смотреть Архивная копия от 5 апреля 2017 на Wayback Machine   |
| 4       | «Nagiichi»                      | смотреть Архивная копия от 25 июля 2017 на Wayback Machine    |
| 5       | «Virginity»                     | смотреть Архивная копия от 22 апреля 2016 на Wayback Machine  |
| 5       | «Mosou Girlfriend»              | смотреть Архивная копия от 30 августа 2017 на Wayback Machine |
| 6       | «Kitagawa Kenji»                | смотреть Архивная копия от 6 августа 2017 на Wayback Machine  |
| 6       | «Ren'ai Higai Todoke (Akagumi)» | смотреть Архивная копия от 7 сентября 2017 на Wayback Machine |
| 7       | «Bokura no Eureka» (Dance ver.) | см. превью Архивная копия от 30 июля 2017 на Wayback Machine  |